# 와튼 필드하우스
와튼 필드하우스(영어: Wharton Field House)은 미국 일리노이주 멀린에 위치한 실내 경기장이다. 과거 NBL/NBA 트라이시티스 블랙호크스의 홈경기장으로 사용했다.